# Bandera d'Oregon
La bandera d'Oregon és el senyal oficial de l'estat nord-americà d'Oregon, adoptat en 1925. Consisteix en un camp blau en el qual es troba, al capdavant, el segell d'Oregon amb les paraules State of Oregon ("Estat d'Oregon") a la part superior i l'any en què va adquirir el rang d'estat -1859 - a la part inferior. A l'anvers es troba representat un castor, l'animal estatal. Tots aquests detalls són de color daurat, representant els colors de l'estat. La proporció de l'alçada de la bandera en respecte a l'ample és de 3:5.
En general és estrany que una bandera tingui símbols diferents en cadascun dels seus costats, a més que aquests dissenys són molt més cars de fabricar. La bandera d'Oregon és l'única bandera estatal en els Estats Units amb aquesta característica.

## Història

Revers de la bandera

El disseny de la bandera actual es va fer oficial el 26 de febrer de 1925. Es creu que és la primera bandera d'Oregon fou relitzada per Meier & Frank, i cosida per Marjorie Kennedy i Cox Blanche, els empleats de la botiga. Aquesta bandera va ser donada a la Universitat Eastern Oregon el 1954 pel net de l'ex governador de Walter M. Pierce. el 2010, la bandera va ser restaurada.
La bandera actual de l'estat d'Oregon va ser classificada en una enquesta duta a terme per la NAVA com la bandera número 62 d'entre 72 banderes de territoris dels EUA i el Canadà.